# César Despretz
César Mansuète Despretz, född 4 maj 1791 i Lessines, död 15 mars 1863 i Paris, var en belgisk-fransk fysiker.
Despretz blev professor i fysik i Paris vid École polytechnique och Collège Henri IV, senare vid Sorbonne. Hans viktigaste arbeten berör kroppars förhållande i värme. Despretz utförde bland annat försök med smältning och förgasning av kroppar medelst den elektriska ljusbågen samt bestämde värmeledningsförmågan för en rad metaller och vätskor. I Recherches expérimentales sur les causes de la chaleur animale (1824) utvecklade han en teori för värmekällan till djurens kroppsvärme.